# Бузланово
Бузланово (рос. Бузланово) — село у Красногорському районі Московської області Російської Федерації.

## Розташування
Село Бузланово входить до складу сільського поселення Ільїнське. Воно розташоване на північному березі річки Москви, річка Липка. Найближчі населені пункти Інженерний-1, Поздняково, Ільїнське-Усово.

## Населення
Станом на 2006 рік у селі проживало 173 особи.

## Пам'ятки археології
Також у селі збереглася пам'ятка археології — «Селище Бузланово-3» та «Селище Бузланово-4» які датуються відповідно 12-13 та 15-16 ст.